# Theresia Lynch

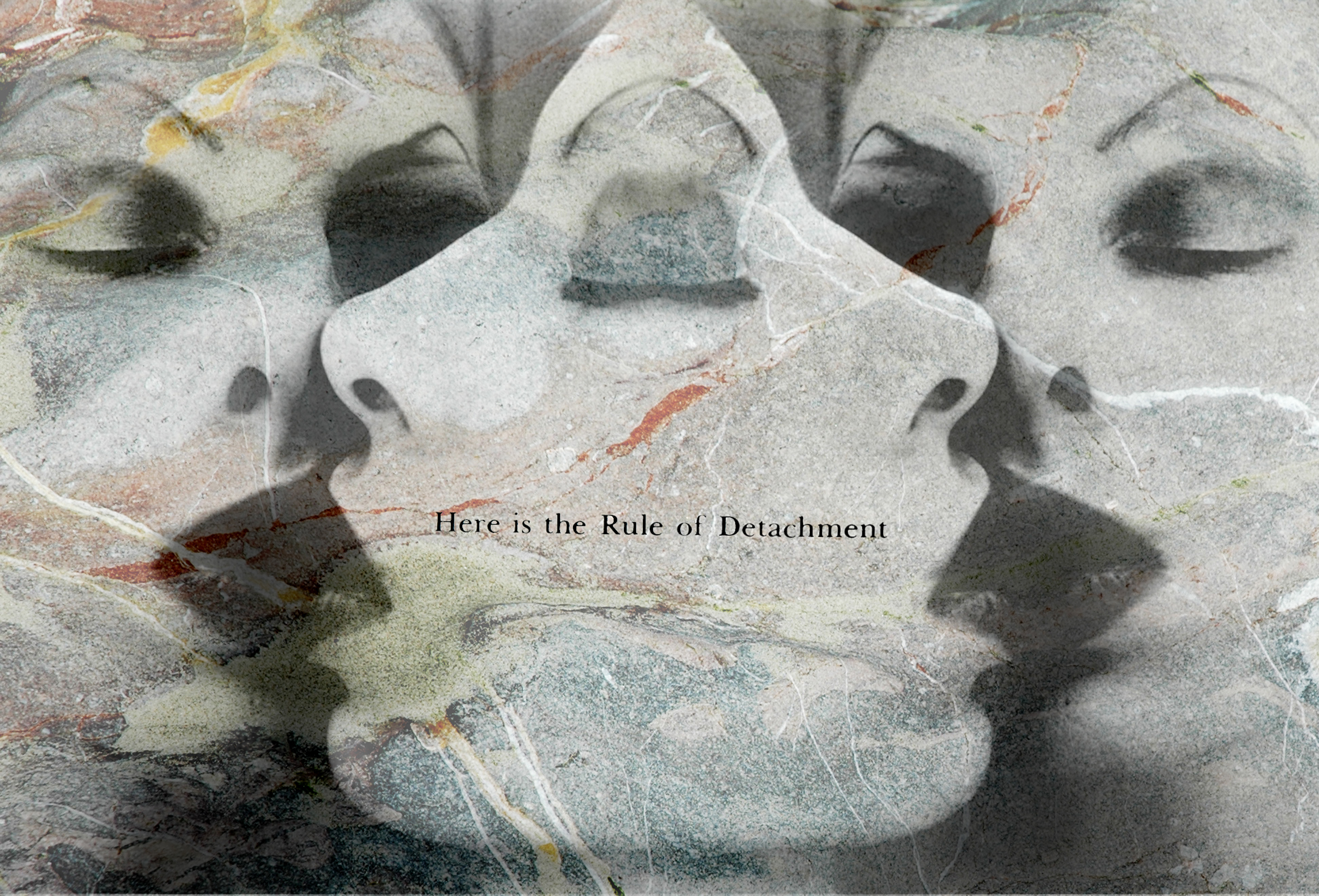
"Art from Chelsea & Westminster Hospital Exhibition."

Maria Theresia Lynch, född Jansson 25 november 1970 i Råsunda församling, är en svensk konstnär och författare, bosatt i London och tidigare i Glasgow. Hon romandebuterade på Schultz Förlag 2000 med boken Skärvor av mig. År 2006 utkom hon på Hubris Publications med den internationella debuten diktsamlingen Spillage Journal. År 2007-2010 läste hon till en Bachelor of Arts vid Central Saint Martins College of Art & Design i London. Hon drev tidigare företaget Swedish Affair Ltd.
I sin konst utforskar hon ofta sambandet mellan självbiografi och skapande. Ofta använder hon sig av visuella ordlekar och mörk humor. Lynchs konst tar många olika uttrycksformer inklusive fotografi, collage, skulptur, teckning, video, installation, måleri och upphittade föremål. Hon har tidigare arbetat som fotomodell och modefotograf. 